# 福腾宝

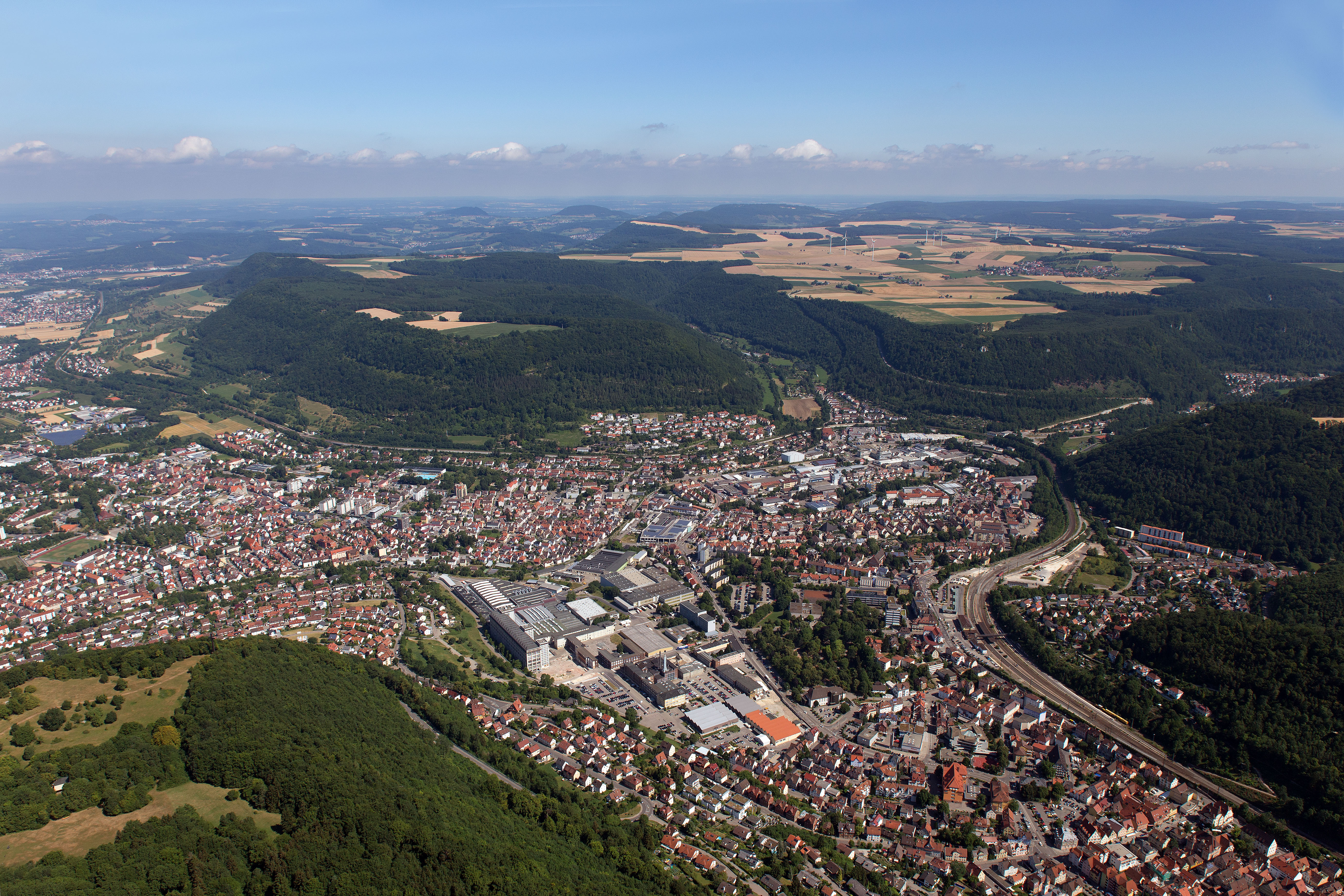
WMF集团的航拍照片（2015年）

福腾宝集团（德語：WMF Group GmbH），原名为符腾堡金属制品厂（德語：Württembergische Metallwarenfabrik）是德国一家廚具制造商，由磨坊主 Daniel Straub 和 Schweizer 兄弟在1853年成立于施泰格附近盖斯林根。

## 历史
福腾宝最早叫「Straub与Schweizer金属制品厂」，起初是一个金属修理作坊。经过整併，到1900年，已是世界最大家用金属制品生产商，主要生产德式青年风或新艺术运动风格的产品。
1880年，Straub与Schweizer金属制品厂，与另一家德国公司合并，改名为「符腾堡金属制品厂」。福腾宝在1886年购得波兰金属制品公司Plewkiewicz，其在1890年左右成为WMF的子公司。在此期间，WMF雇佣了超过3500名员工。
1900年，福腾宝收购了奥地利金属制品公司AK & CIE。这公司直到1914年，还在奥地利-匈牙利市场，以它们的品牌，生产WMF制品。1905年，WMF收购了以新艺术风格锡器闻名的Orivit AG；一年后又购得另一家德国金属制品公司──猎户座工艺金属制品厂（Orion Kunstgewerbliche Metallwarenfabrik）。WMF起先是以這些品牌，售賣它們旗下產品，後來統一用WMF。
1955年，福腾宝开始生产商业咖啡机。这些产品包含餐馆、军队餐廳、遊艇等商业应用。
科尔伯格－克拉维斯－罗伯茨公司 在2012年收购了该公司。
於2016年被法國Groupe SEB收購。

## 中国大陆基地
其在中国大陆最大的生产基地和进出口物流中心为浙江福腾宝家居用品有限公司，是苏泊尔的全资子公司，主要生产不锈钢制品、不锈钢压力锅、复合片锅等高端炊具。该公司位于浙江省玉环市大麦屿街道，自2018年11月开工建设，于2020年8月28日投产。2017年WMF要在中国设立制造基地时，因该地是苏泊尔品牌的起源地，最终选择在该地建厂。

## 品牌和公司
1998年后德国厨具品牌 Silit 成为福腾宝集团旗下品牌，但是仍然作为一个独立的品牌运作。在2002年，福腾宝取得 Kaiser Backformen 的控股权。

## 图册
- Wagenfeld cutlery designed by WMF
- WMF egg cups
- Pots from WMF
- Mosaic with the former logo of WMF, Berlin